# Empresa del Ferrocarril Urbano de Santiago
La Empresa del Ferrocarril Urbano de Santiago fue la organización encargada de administrar la red de tranvías de sangre en Santiago de Chile entre 1873 y 1898.

## Historia
La empresa fue constituida el 5 de septiembre de 1873 por diversos accionistas, varios de ellos provenientes de la antigua Empresa del Ferrocarril del Sur, que construyó y operaba el tren desde Santiago al sur y el Ramal de la Cañada, la primera línea de tranvías de sangre instalada en Santiago y que fue inaugurada el 10 de junio de 1858. Entre los primeros accionistas de la empresa estaban Domingo Matte Mesías —junto con la empresa «Matte, Mac-Clure y Compañía», de la cual era socio y gerente— y Santiago Ossa.
En febrero de 1875 el Ferrocarril Urbano de Santiago realizó su primera extensión, al entrar en funcionamiento la línea de Yungay, hacia el oeste de la ciudad, la que transitaba por las calles Matucana, San Pablo, Rosas, Catedral y Chacabuco para llegar hasta la Estación Central; por otra parte, el 16 de septiembre de 1875 —día en que se inauguró la Exposición Internacional de Santiago— fueron abiertas las líneas de Recoleta y Cañadilla junto con la línea del Matadero. En enero de 1883 hacían su aparición las cobradoras femeninas en los tranvías, encargadas de recaudar el valor de los pasajes.
Hacia la década de 1880 las tarifas de los tranvías en Santiago eran de 5 centavos para primera clase y 2½ centavos para segunda clase. Dada la escasez de monedas de 2½ centavos, la Empresa del Ferrocarril Urbano comenzó a emitir fichas de ebonita con el valor de cada tarifa hasta que en 1886 el Estado chileno emitió una gran cantidad de monedas de 2½ centavos, con lo cual el problema se solucionaría y las fichas paulatinamente fueron desapareciendo.
En 1885 el Ferrocarril Urbano de Santiago trazó una nueva línea que se extendía hacia Providencia por la actual avenida homónima, mientras que en la década siguiente se crearon diversas líneas nuevas (varias de ellas partiendo desde la Plaza de Armas de Santiago).
En marzo de 1888 la empresa decidió aumentar el valor del pasaje en segunda clase, de 2½ a 3 centavos. Ante esto el Partido Demócrata organizó una serie de manifestaciones en contra de dicha alza, que desembocaron el 29 de abril en numerosos disturbios e incendios de varios carros. En total 17 tranvías fueron incendiados, otros 17 resultaron con destrozos y 22 caballos fueron extraviados luego que fueran desenganchados de los vehículos.
El 9 de mayo de 1898 la empresa fue adquirida por la Chilean Electric Tramway and Light Company (CETL), la cual había sido creada en Londres solo 6 días antes, y que había obtenido la licitación realizada por la Municipalidad de Santiago para instalar el sistema de tranvías eléctricos en la capital chilena. De esta manera, la CETL continuó operando los tranvías de sangre hasta la inauguración de los carros eléctricos en 1900.

## Infraestructura y material rodante
La empresa mantuvo caballerizas y talleres en dos sitios: el primero estaba ubicado en la esquina de las calles Chacabuco con Erasmo Escala —cercano a la Estación Central de ferrocarriles—, mientras que el segundo se encontraba en la Cañadilla, sector ubicado en la ribera norte del río Mapocho, en un terreno circundado por las calles Antonia López de Bello, Independencia, Artesanos y Recoleta. Posteriormente las caballerizas de la Cañadilla serían ocupadas por la Segunda Compañía del Cuerpo de Bomberos de Santiago y actualmente forman parte de la denominada «Vega Chica» y el Mercado de Abasto Tirso de Molina.
La mayoría de los carros del Ferrocarril Urbano de Santiago fueron construidos por la John Stephenson Company, los cuales poseían un segundo piso o «imperial» que servía para los pasajeros de segunda clase, el cual se encontraba totalmente abierto y sin resguardo del sol, el viento o las lluvias. Hacia 1880 la empresa poseía 100 carros, número que había aumentado a 200 en la década siguiente: en 1889 se reportaban 158 carros (de los cuales solo 138 estaban en servicio) y en 1893 un total de 265 tranvías. El 27 de diciembre de 1887 la empresa ordenó a la J. G. Brill Company la construcción de dos carros abiertos de un solo piso y con bancas perpendiculares a las vías.
En cuanto a los caballos, en 1875 se contabilizaban 1266 ejemplares mientras que hacia fines de 1878 la empresa poseía 1117. En 1884 se reportaban 1492 caballos mientras que hacia fines de los años 1890 se menciona que la cifra alcanzaba los 2000 caballos; en 1895 la empresa informaba la presencia de 3087 caballos, y al momento de su disolución en 1898 un total de 3030 ejemplares. El número de recorridos hacia 1889 era de 9 líneas distintas, mientras que en 1893 ya eran 14.